# Nemacheilus insignis
Nemacheilus insignis är en fiskart som först beskrevs av Heckel, 1843.  Nemacheilus insignis ingår i släktet Nemacheilus och familjen grönlingsfiskar. IUCN kategoriserar arten globalt som starkt hotad. Inga underarter finns listade i Catalogue of Life.